# 第一代斯利姆子爵威廉·斯利姆
威廉·约瑟夫·斯利姆，第一代斯利姆子爵 KG，GCB，GCMG，GCVO，GBE，DSO，MC，KStJ（William Joseph Slim, 1st Viscount Slim，1897年8月6日—1970年12月14日），英国军事指挥官和第十三任澳大利亚总督，生于格洛斯特郡布里斯托尔市附近。第一次世界大战中，斯利姆被派到皇家沃威克郡步兵团任少尉职。
在第二次世界大战期间的缅甸战役中担任英国和英联邦军队司令。
1948年至1952年任帝国总参谋长。1960年被封为子爵。1953年至1960年，出任澳大利亚总督。1970年12月14日，在英国伦敦逝世。
| 前任： 威廉·麦凯尔 | 澳大利亚总督 1953~1960 | 繼任： 邓罗西尔子爵 |
| 前任： 新爵位      | 斯利姆子爵 1960~1970   | 繼任： 约翰·斯利姆  |